# 4747 Дзюдзьо
4747 Дзюдзьо (4747 Jujo) — астероїд головного поясу, відкритий 19 листопада 1989 року.
Тіссеранів параметр щодо Юпітера — 3,211.
Названо на честь компанії по виготовленню паперу Дзюдзьо (яп. じゅうじょう(十条) дзю:дзьо:)